# Jean de Veulle
Jean de Veulle, né le 25 avril 1799 à Jersey et mort le 1er juin 1848, seigneur des Augrès, est un bailli de Jersey.

## Biographie
Jean de Veulle était le fils du greffier Jean de Veulle père et d'Élisabeth Messervy, fille du lieutenant-bailli Nicolas Messervy. Sa mère était surnommée la Dame des Augrès (manoir des Augrès à Jersey) et il porta le titre de Seigneur des Augrès.
En 1819, après des études de droit, il est admis comme avocat.
En 1827, il devient Juré-Justicier.
En 1829, il épouse Anne Eliza Tindal, fille de Thomas Tindal, trésorier au palais de Buckingham et nièce de Lord Tindal, Juge en chef et président de la Cour suprême à Londres. 
En 1831, à la suite de la démission de Thomas Le Breton de sa fonction de bailli de Jersey, Lord Tindal obtint pour Jean le Veulle le titre de Chevalier. Peu après, la même année, Jean le Veulle prend la charge de bailli à Jersey. La fonction de bailli fut une lourde charge pour lui en raison de ses problèmes de santé car il était épileptique depuis son enfance. Il n'eut pas la force de caractère pour résister à des avocats, ni même ses propres collaborateurs Jurés-Justiciers.
En 1832, il commente une pétition présentée par Charles de la Garde, le colonel du régiment de l'Est de la Milice en tant que "œuvre de quelques agitateurs excités" et a ainsi provoqué en duel le colonel pour affront. Les duels étaient pourtant interdits, mais la rencontre eut lieu dans un parc et aucune des parties ne fut blessée après les coups de feu.
Quelques mois plus tard, il se retrouve confronté au chef politique et avocat François Godfray. La violence verbale de leur confrontation les amènent vers un duel qui sera évité par l'intervention énergique du Conseil privé qui condamne moralement ces comportements peu exemplaire de citoyenneté.
En 1848, il refuse d'être témoin dans une affaire concernant François Godfray. La justice l'emprisonne pour outrage au tribunal par ses propres Jurés-Justiciers. Dans l'attente du verdict et prêt à démissionner de sa fonction de bailli, il meurt dans la maison de son beau-père, située à Aylesbury, près de Londres, le 1er juin 1848.
Le poste de bailli fut attribué à Thomas Le Breton junior, le fils de Thomas Le Breton, le précédent bailli de Jean de Veulle.